# Grève SAG-AFTRA 2023
La grève SAG-AFTRA de 2023 est un conflit de travail entre le syndicat des acteurs d'Hollywood, SAG-AFTRA, et l'Alliance des producteurs de films et de télévision (AMPTP). La grève a débuté le 14 juillet 2023, après l'approbation du conseil d'administration national de SAG-AFTRA, et s'est terminée le 9 novembre de la même année, plus de trois mois après son lancement. La grève SAG-AFTRA et la grève de la Writers Guild of America (WGA), maintenant terminée, sont au cœur des conflits de travail à Hollywood en 2023.
La grève marque la première fois que des acteurs déclenchent un conflit de travail aux États-Unis depuis la grève des acteurs de 1980 et la première fois que des acteurs et des écrivains font la grève simultanément depuis 1960. Les conflits de travail de la SAG-AFTRA et de la WGA de 2023 ont contribué à la plus grande interruption des industries américaines de la télévision et du cinéma depuis l'impact de la pandémie de COVID-19 en 2020.

## Contexte

### La syndicalisation à Hollywood

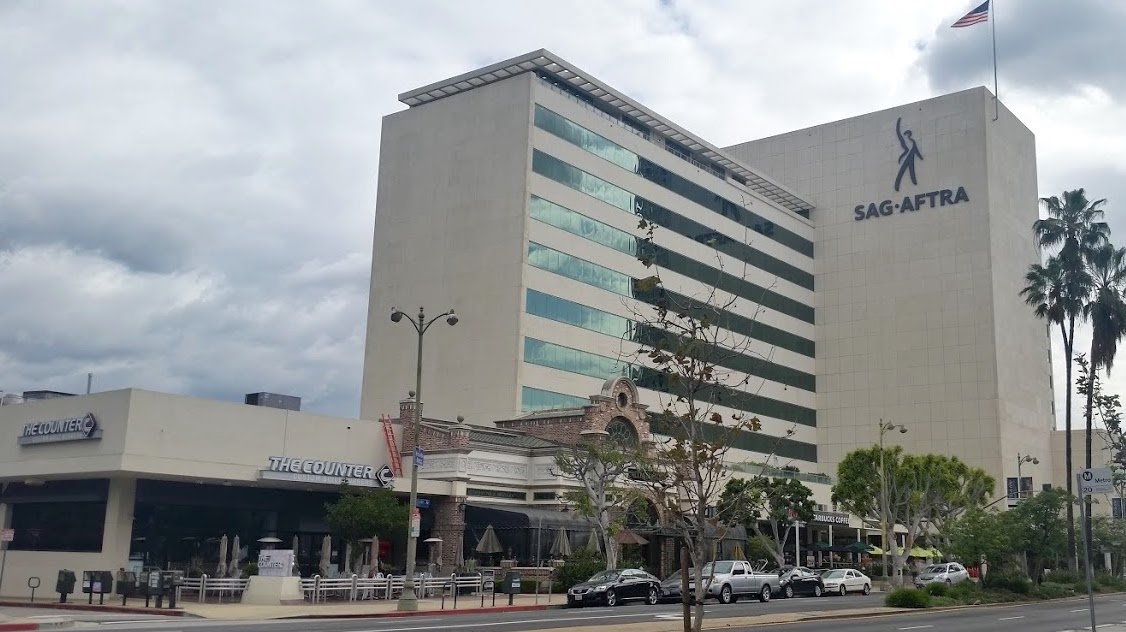
SAG-AFTRA Plaza à Los Angeles, Californie

La Screen Actors Guild (La Guilde des acteurs de télévision ou SAG), jointe à la - Fédération américaine des artistes de la télévision et de la radio (AFTRA) forme la SAG-AFTRA, un syndicat qui représente environ 160 000 professionnels des médias et artistes. L'association professionnelle Alliance of Motion Picture and Television Producers (AMPTP) représente les studios de cinéma et de télévision dans les négociations collectives avec des syndicats tels que SAG-AFTRA, la Directors Guild of America (DGA) et les divisions Est et Ouest de la Writers Guild of America. SAG-AFTRA a été formé par la fusion de la Screen Actors Guild (SAG) et de la Fédération américaine des artistes de la télévision et de la radio (AFTRA) en mars 2012, permettant à SAG-AFTRA de représenter non seulement des acteurs, mais aussi des journalistes, des animateurs de talk-show, et d'autres travailleurs de la radiodiffusion. Il s'agit de la première grève simultanée des deux partis depuis 1960, alors que des acteurs ont rejoint la cause des écrivains en grève pour réclamer de meilleurs paiements des droits résiduels des films vendus aux réseaux de télévision. La grève des acteurs de 1980 a impliqué les efforts combinés du SAG et de l'AFTRA. La plus grande grève du syndicat depuis 1980 a eu lieu en 2000, au cours de laquelle des acteurs commerciaux se sont mis en grève pour demander la continuation du système de droits résiduels alors que les publicitaires s'y opposaient. La grève s'est organisée alors que des frictions opposaient la SAG et l'AFTRA.
L'avènement du streaming, ou diffusion en continu a causé une certaine grogne chez les auteurs et acteurs, surtout face à la question des droits résiduels découlant du streaming. Alors que les travailleurs des médias pouvaient compter sur des revenus à long-termes grâce aux rediffusions, la diffusion en continu n'inclut pas ce mode de revenus, optant plutôt pour des salaires fixes à la création de l'oeuvre, peu importe son succès.
La grève de la Writers Guild Association en 2007-2008 a été motivée en grande partie par l'instance des studios de production à ce que les auteurs ne reçoivent aucun droits résiduels découlant du streaming. Cette grève aurait alors coûté autour d'1.5 milliards de dollars à la ville de Los Angeles. De plus, auteurs et acteurs ont exprimés des craintes par rapport à l'usage de l'intelligence artificielle dans leurs corps de métiers, notamment pour reproduire leur image sans consentement, contrat, ou rémunération. Le film The Flash avait semé la controverse en utilisant des deepfakes pour faire apparaitre des acteurs décédés à l'écran.

### Négociations
Quelques semaines après que la Writers Guild of America se mette en grève, le conseil de la SAG-AFTRA a voté a l'unanimité l'autorisation de faire grève alors que les contrats existants étaient à renégocier. En 2020 la SAG-AFTRA avait approuvé un contrat jusqu'au 30 juin 2023. Le syndicat a indiqué qu'il ne souhaitait pas faire grève à l'approche des négociations du 7 juin. Plusieurs enjeux se sont révélés durant les négociations, soit : l'équité économique, les droits résiduels, la régulation de l'utilisation de l'intelligence artificielle, et la palliation des changements à grande échelle liés à l'auto-production. Le syndicat a rapporté à ses membres que l'Alliance of Motion Picture and Television Producers souhaitait couper dans leurs salaires pour maximiser leurs profits. Dans une vidéo du 30 mai, la directrice Julia Louis-Dreyfus, ainsi que Jean Smart, et Kumail Nanjiani, apparaissant à titre de membres, appelaient leurs homologues à voter en faveur d'une grève, sous provision qu'il ne s'agisse que d'un élément de négociation .
Le 5 juin, la SAG-AFTRA approuve l'autorisation de grève par une marge de 98%, selon le syndicat. Quelques acteurs d'avant-plan tels Quinta Brunson ou Jennifer Lawrence ont déclaré être ouvertes à une grève, malgré des négociations apparemment productives. Le syndicat a étendu les négociations jusqu'au 13 juillet dans le but d'éviter une grève, mais sans succès. Les membres du syndicat ont été questionnés le 5 juillet quant à leur opinion sur le sujet. Une semaine plus tard, le 11 juillet, l'AMPTP a accepté une requête de médiation de dernière minute de la part de la Federal Mediation and Conciliation Service. Le syndicat a alors accusé l'AMPTP de vouloir prolonger les négociations après la date buttoir, affirmant que le processus tirerait à sa fin le 12 juillet.

## Grève
Le 13 juillet, alors qu'aucune entente n'a été conclue, le comité de négociation de la SAG-AFTRA a voté à l'unanimité la recommendation d'une grève au conseil national . Le conseil a ensuite voté l'approbation de la grève. La présidente du syndicat, Fran Drescher a annoncé que la grève serait déclenchée le 14 juillet.
Lors de la première londonienne d'Oppenheimer, les acteurs de la production ont quitté le tapis rouge avant l'annonce de la grève en geste de solidarité .
Fran Drescher, accompagnée du chef des négociations Duncan Crabtree-Ireland, a maintenu que la grève était une mesure d'extrême urgence. En conférence de presse, Crabtree-Ireland a affirmé que l'AMPTP a essayé d'inclure une proposition stipulant que les studios auraient droit, pour l'équivalent salarial d'une journée de travail, aux droits exclusifs et à perpétuité à l'image d'extras, incluant l'utilisation d'intelligence artificielle générative pour répliquer l'image à l'écran ,. Des commentateurs médiatiques ont comparé la proposition à l'épisode Joan Is Awful de la série Black Mirror, ou encore le film Le Congrès,. L'AMPTP a nié les accusations, stipulant que leur proposition permettrait l'utilisation d'IA seulement dans l'oeuvre pour laquelle l'acteur a été embauché, toute autre utilisation nécessiterait le consentement et la rémunération de l'acteur.
Selon les règlements établis au préalable le 10 juillet, les acteurs en grève ne peuvent pas prendre part aux productions filmiques et télévisuelles, ni participer à aucune forme de promotion incluant les tournées de presse, les premières, entrevues, et les événements promotionnels - incluant la convention Comic-Con de San Diégo, se déroulant du 20 au 23 juillet.
Les membres non-Américains de SAG-AFTRA sont autorisés à continuer de travailler au Royaume-Uni, dû à une convention collective pré-établie, puisque la loi britannique criminalise les grèves solidaires. La série House of the Dragon a ainsi pu continuer sa production en sol britannique, ce qui a provoqué des réactions négatives de la part des fans.
Le 17 juillet 2023, la SAG-AFTRA publie un communiqué détaillant les lacunes perçues dans les propositions de l'AMPTP notamment en matière d'augmentation salariale (5 % contre les 11 % demandés), de l'utilisation de l'IA ou encore des droits des extras sur les plateaux. L'AMPTP y répond le jour même, maintenant que la SAG-AFTRA choisissait d'ignorer « l'entente la plus lucrative jamais négociée »,.
Le 19 juillet 2023, la SAG-AFTRA émet de nouvelles autorisations de filmer, pour un total de 39 films approuvés durant la grève, incluant deux films produits par A24.

## Réactions
Le président américain Joe Biden, le sénateur vermontois Bernie Sanders ainsi que la mairesse de Los Angeles Karen Bass ont affiché leur soutien à la grève des acteurs . Biden avait déjà soutenu la grève des auteurs en mai 2023,. Quelques personnalités politiques ont d'ailleurs tenu le piquet de grève, comme le maire de Burbank, Konstantine Anthony — lui-même membre de la SAG-AFTRA — ou encore le représentant de la Californie, Adam Schiff.